# Thát Lại (đặc tiến)
Thát Lại (chữ Hán: 挞懒, ? - ?), người thị tộc Hoàn Nhan, dân tộc Nữ Chân, dòng dõi tông thất, tướng lãnh nhà Kim. Kim sử gọi ông là Đặc tiến Thát Lại (特进挞懒) để phân biệt với những Thát Lại khác.

## Cuộc đời và sự nghiệp
Thát Lại từ năm 16 tuổi đã hầu hạ bên cạnh Kim Thái Tổ A Cốt Đả. Ở trận Xuất Hà Điếm (1114), A Cốt Đả muốn tự mình ra đánh, Thát Lại kìm ngựa của ông ta mà nói: "Chủ tướng sao lại khinh địch. Tôi xin ra sức." Lập tức cầm thương xông ra, giết ngay 7 người. Đến khi thương gãy thì đã có 9 kỵ sĩ nằm dưới chân. A Cốt Đả cảm khái rằng: "Có được vài mươi kẻ như thế này, dẫu vạn người cũng không chống nổi." Khi giao chiến ở thành Đạt Lỗ Cổ, hơn ngàn quân Liêu bày trận ở ngoài doanh, A Cốt Đả sai Thát Lại đi đánh cho chúng đại bại. Đánh Lâm Hoàng phủ, Thái Châu, Xuân Châu, Trung, Tây 2 kinh, đều có công. Năm Thiên Phụ thứ 6 (1122), được thụ Mưu khắc.
Năm Thiên Hội thứ 4 (1126), tham gia đánh Tống, nhiều lần lập công được thưởng. Tháng 8 ÂL, theo Tông Vọng đến Biện. Tháng 11 nhuận, Thát Lại nhận lệnh cùng A Lý Quát đưa 2000 quân đi đánh viện quân Tống đang ở Tuy Dương. Thát Lại đánh bại 3 vạn quân tiền phong Tống ở huyện Kỷ, phá tiếp 3 trại, bắt Kinh Đông lộ Đô tổng quản Hồ Trực Nhụ, Nam lộ đô thống chế Tùy Sư Nguyên cùng 3 viên bộ tướng và hai con trai của Trực Nhụ, rồi chiếm Củng Châu, thu hàng Ninh Lăng. Thát Lại tiếp tục phá 2 vạn quân Tống ở Tuy Dương, tiến chiếm Bạc Châu. Nghe tin 10 vạn quân Tống sắp đến, Tông Vọng điều thêm 4000 quân đến giúp, 2 cánh quân hợp công, đánh cho kẻ địch đại bại. 2000 quân của Thát Lại bày trận xong thì bất động chờ địch, rồi đột ngột thúc ngựa xông lên, giết sạch quân Tống, bắt tướng Tống là Thạch Thiến . Tông Vọng khen ngợi công lao của Thát Lại, ban thưởng rất nhiều . Tông Phụ đóng quân ở Hi Châu, chia các tướng đi cướp đất. Thát Lại đem 500 quân vào 16 trại ở Lục Bàn Sơn, hàng phục hơn 80 quan viên, 4000 hộ dân, bắt 2000 thớt ngựa.
Trong những năm Hoàng Thống (1141 – 1149), dần được gia đến Ngân thanh quang lộc đại phu. Đầu những năm Thiên Đức (1150 – 1153), được gia Đặc tiến, thụ Thế tập mãnh an. Không rõ mất khi nào, hưởng thọ 65 tuổi. Khi Hải Lăng vương dời các lăng đi Đại Phòng Sơn (1155), cho rằng Thát Lại luôn hầu hạ Thái Tổ, mệnh cho tạc tượng đá, đặt ở trước Duệ lăng.